# Muscat Classic 2023
De eerste editie van de Muscat Classic vond plaats op 10 februari 2023 in en rond de hoofdstad van Oman, Muscat. De start van de wedstrijd was op het strand van Al Mouj en de finish lag ruim 170 kilometer verderop aan de oostkant van Muscat, te Al Bustan. De wedstrijd maakte direct deel uit van de UCI Asia Tour. Enkele korte klimmetjes waren in het parcours opgenomen met wisselende stijgingspercentages tot 12,8%. De wedstrijd werd beslecht middels een sprint met zo'n dertig renners. De Belg Jenthe Biermans bleek hier de sterkste, het was zijn eerste profoverwinning.

## Uitslag
| Plaats  | Naam              | Ploeg                    | tijd     |
| ------- | ----------------- | ------------------------ | -------- |
| Winnaar | Jenthe Biermans   | Team Arkéa Samsic        | 4u27'48" |
| 2       | Jordi Warlop      | Soudal Quick-Step        | z.t.     |
| 3       | Andrea Vendrame   | AG2R Citroën Team        | z.t.     |
| 4       | Francesco Busatto | Intermarché-Circus-Wanty | z.t.     |
| 5       | Maxim Van Gils    | Lotto Dstny              | z.t.     |
| 6       | Diego Ulissi      | UAE Team Emirates        | z.t.     |
| 7       | Roger Adrià       | Equipo Kern Pharma       | z.t.     |
| 8       | Ide Schelling     | BORA-Hansgrohe           | z.t.     |
| 9       | Lennert Teugels   | Bingoal WB               | z.t.     |
| 10      | Carlos Verona     | Movistar Team            | z.t.     |

2023 · 2024 · 2025